# Pierre Laurent (Politiker)

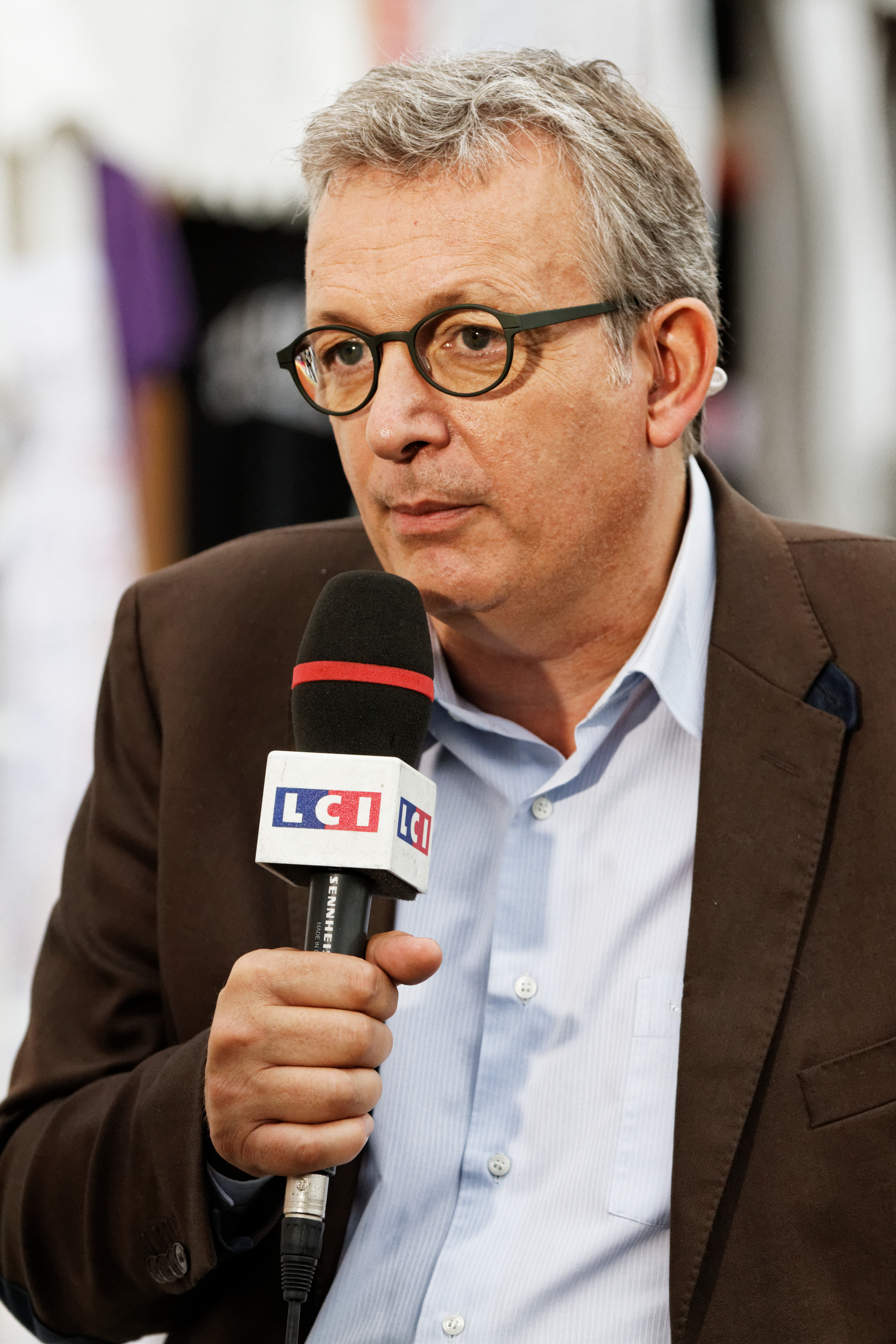

Pierre Laurent (* 1. Juli 1957 in Paris) ist ein französischer Ökonom, Redakteur und Politiker der Französischen Kommunistischen Partei (PCF).
Vom 5. Dezember 2010 bis zum 17. Dezember 2016 war er Parteivorsitzender der Europäischen Linken.

## Leben
Laurent ist ein Sohn des ehemaligen PCF-Abgeordneten Paul Laurent. Während seines Ökonomie-Studiums in Paris trat er in die Union des étudiants communistes (UEC) ein und leitete diesen Studentenverband von 1982 bis 1985. Nach seinem Studiumsabschluss an der Université Paris 1 arbeitete er als Wirtschaftsjournalist der PCF-Tageszeitung L’Humanité, deren Chefredakteur er von 2001 bis 2008 war.
Seit 2000 war er außerdem Mitglied im Nationalrat der PCF. Am 20. Juni 2010 wurde er zum Nachfolger der PCF-Generalsekretärin Marie-George Buffet mit der neuen Funktionsbezeichnung „secrétaire national“ gewählt. 
Auf dem 38. Kongress der PCF Ende November 2018 wurde Fabien Roussel als Nachfolger gewählt.
2017 wurde Laurent in den Senat Frankreichs gewählt.